# Chimmie Fadden
Chimmie Fadden er en amerikansk stumfilm fra 1915 af Cecil B. DeMille.

## Medvirkende
- Victor Moore som Chimmie Fadden
- Raymond Hatton som Larry
- Mrs. Lewis McCord som Mrs. Fadden
- Ernest Joy som Van Cartlandt
- Anita King som Fanny